# 232 aC
El 232 aC va ser un any del calendari romà prejulià. Durant la República i l'Imperi Romà, era conegut com a any del consolat de Lèpid i Mal·leol (o també any 522 ab urbe condita). L'ús del nom «232 aC» per referir-se a aquest any es remunta a l'alta edat mitjana, quan el sistema Anno Domini va ser el mètode de numeració dels anys més comú a Europa.

## Esdeveniments

### Antiga Grècia
- A a mort del filòsof estoic Cleantes, Crisip passa a ser el cap de l'escola estoica.[2]

### Antiga Roma
- Aquest any són elegits cònsols marc Emili Lèpid i Marc Publici Mal·leol.[3]
- Mal·leol va ser enviat a Sardinia, i va vèncer la insurrecció dels sards.
- Comença el repartiment de terres entre els plebeus a Roma,[4] perquè s'aprova la llei agrària Flaminia promoguda pel tribú de la plebs Gai Flamini, tot i l'oposició del senat i els optimats. Per aquesta llei l'Ager Gallicus Picenus, conquistat feia poc temps, s'havia de distribuir (viritim) entre els plebeus.[5]

## Naixements
- Xiang Yu, dirigent militar i una figura política durant el període tardà Dinastia Qin de la història xinesa.[6]

## Necrològiques
- Mor als vuitanta anys el filòsof Cleantes. segons Diògenes Laerci, el seu metge li va recomanar que no mengés durant dos dies per una inflamació que tenia a la boca, i al final del segon dia va dir que ja havia avançat en el camí cap a la mort, i que seria una llàstima tornar a menjar per tornar a tenir el problema. S'absté d'aliments els dies següents fins a morir.[7]
- Aixoka, rei a l'Índia. La seva mort fa que l'Imperi Maurya entri en un període de decadència.[8]